# John Schommer
John Joseph Schommer (Chicago, 29 gennaio 1884 – Chicago, 11 gennaio 1960) è stato un cestista, giocatore di football americano, giocatore di baseball, altista e pesista statunitense, membro del Naismith Memorial Basketball Hall of Fame dal 1959 come cestista.

## Carriera
Soprannominato "Mr. Everything", fu uno dei primi veri polisportivi degli anni venti, ai tempi del college frequentato all'Università di Chicago. Fu tre volte vincitore dell'All-America. Nel 1908 venne selezionato per far parte della selezione olimpica statunitense di atletica leggera per i Giochi olimpici, ma declinò preferendo concentrarsi sugli studi universitari.
Secondo alcune fonti, fu l'inventore del tabellone trasparente dei canestri.